# مطر صيف (مسلسل)
مطر صيف مسلسل كويتي، من إخراج مناف عبدال، وتأليف ياسر حمداني.

## الممثلون
- سعد الفرج، بدور «غانم».
- عبد الرحمن العقل، بدور «مبارك».
- نور الكويتية، بدور «مضاوي».
- حسين المهدي، بدور «عبد الله».
- عبد الله بهمن، بدور «بدر».
- ميس كمر، بدور «مها».
- روان العلي، بدور «بيبي».
- حصة النبهان، بدور «أبرار».
- مشاري المجيبل، بدور «يوسف».
- كفاح الرجيب، بدور «غدير».
- منال الجار الله، بدور «حنان».
- دلال عقيل، بدور «شيخة».
- زينة مهدي، بدور «سميرة».
- عباس خليفي،  بدور «عبد الوهاب».
- انتصار الشراح، بدور «ابتهال».
- أحمد مساعد، بدور «نايف».
- إسماعيل الراشد، بدور «عدنان».
- جنى الفيلكاوي، بدور «ابرار طفلة».
- فاطمة الدمخي، بدور «نورة».
- زمن عبد الله، بدور «مضاوي شابة».
- حسن عبدال، بدور «جاسم».
- أحمد أشكناني.
- محمد ملك.
- شملان المجيبل، بدور «فهد».
- غانم آل علي.
- نجاح الخطيب، بدور «أبو شيخة».
- عذاري، بدور «أم شيخة».
- فاضل المصطفى، بدور «حسن».
- سعد كنعان، بدور «الضابط ضاري».
- أحمد زيدان.
- محمد أشكناني.
- زكية سلطان.
- عبدالرحمن الهزيم، بدور «غانم = شابًا».
- خلف الشمري.
- حميدة.